# Houda Nonoo
Houda Ezra Ebrahim Nonoo (en arabe : هدى عزرا نونو), née le 7 septembre 1964, est une femme politique et diplomate bahreïnie.

## Biographie
Elle est membre du Conseil consultatif.
En 2008, elle est nommée ambassadrice du Bahreïn aux États-Unis. Elle est la première personnalité juive et la troisième femme du pays à obtenir ce poste,,. Elle est également la première femme juive ambassadrice d'un pays arabe du Moyen-Orient et la première femme bahreïnie aux États-Unis.